# Brünner Hebammen-Zeitung
Die Brünner Hebammen-Zeitung war eine österreichische Monatszeitschrift, die zwischen 1907 und 1920 in Brünn erschien. Sie war das Organ der Vereinigung österreichischer Hebammen mit dem Sitz in Brünn.